# Morti il 18 febbraio

## VII secolo(1)
- 675 - Colomano di Lindisfarne, abate, vescovo e santo irlandese

## IX secolo(1)
- 814 - Angilberto di Saint-Riquier, abate, santo e poeta franco

## X secolo(1)
- 999 - Papa Gregorio V, papa, cardinale e vescovo tedesco

## XII secolo(3)
- 1139 - Jaropolk II di Kiev, principe (n. 1082)
- 1162 - Teotonio di Coimbra, abate e santo portoghese (n. 1082)
- 1190 - Ottone II di Meißen, nobile tedesco (n. 1125)

## XIII secolo(3)
- 1218 - Bertoldo V di Zähringen, nobile tedesco (n. 1160)
- 1221 - Teodorico I di Meißen, nobile tedesco (n. 1162)
- 1294 - Kublai Khan, condottiero mongolo (n. 1215)

## XIV secolo(3)
- 1316 - Nicola II di Werle, principe
- 1348 - Costanza di Saluzzo, nobile italiana (n. 1314)
- 1379 - Alberto II di Meclemburgo, nobile

## XV secolo(8)
- 1407 - Guillaume VI de Vienne, arcivescovo cattolico francese
- 1414 - Filippino Gonzaga di Palazzolo, condottiero italiano
- 1436 - Giovanni da Imola, giurista italiano (n. 1372)
- 1445 - Maria di Trastámara, regina spagnola (n. 1396)
- 1455 - Beato Angelico, pittore italiano
- 1461 - William Bonville, I barone Bonville, nobile e militare britannico
- 1471 - Antonio Petrucci, politico e letterato italiano (n. 1400)
- 1478 - Giorgio Plantageneto, I duca di Clarence, principe inglese (n. 1449)

## XVI secolo(15)
- 1502 - Edvige Jagellone, principessa polacca (n. 1457)
- 1530 - Alessandro Martinengo Colleoni, condottiero italiano
- 1535 - Agrippa von Nettesheim, alchimista, astrologo e esoterista tedesco (n. 1486)
- 1546 - Martin Lutero, teologo tedesco (n. 1483)
- 1547 - Giulia da Varano, nobile italiana (n. 1523)
- 1558 - Eleonora d'Asburgo, regina (n. 1498)
- 1560 - Giacomo Bonelli, religioso italiano
- 1563 - Francesco I di Guisa, condottiero e politico francese (n. 1519)
- 1563 - Guillaume Philandrier, umanista e teorico dell'architettura francese (n. 1505)
- 1564 - Michelangelo Buonarroti, scultore, pittore e architetto italiano (n. 1475)
- 1568 - Gaspar Becerra, scultore e pittore spagnolo (n. 1520)
- 1582 - Sakuma Nobumori, militare giapponese (n. 1528)
- 1584 - Anton Francesco Grazzini, poeta, scrittore e commediografo italiano (n. 1505)
- 1591 - Giovanni Battista Naldini, pittore italiano (n. 1535)
- 1599 - Margherita de la Marck-Arenberg, nobildonna belga (n. 1527)

## XVII secolo(13)
- 1603 - Claudia Caterina di Clermont, nobildonna francese (n. 1543)
- 1612 - Vincenzo I Gonzaga, generale e collezionista d'arte italiano (n. 1562)
- 1612 - Roberto Ridolfi, nobile italiano (n. 1531)
- 1645 - Richard Baker, scrittore inglese (n. 1568)
- 1662 - Francisco Tello de León, vescovo cattolico spagnolo (n. 1594)
- 1668 - Girolamo Farnese, cardinale italiano (n. 1599)
- 1673 - Federico Borromeo, cardinale italiano (n. 1617)
- 1675 - Maria Eleonora di Brandeburgo, principessa tedesca (n. 1607)
- 1679 - Anne Conway, filosofa inglese (n. 1631)
- 1682 - Baldassare Longhena, architetto e scultore italiano
- 1689 - Alessandro Farnese, generale spagnolo (n. 1635)
- 1692 - Wang Fuzhi, filosofo cinese (n. 1619)
- 1699 - Giovanni Giacomo Cavallerini, cardinale e arcivescovo cattolico italiano (n. 1639)

## XVIII secolo(37)
- 1701 - Emanuele da Como, pittore italiano (n. 1625)
- 1701 - Gian Domenico Partenio, compositore, cantante e presbitero italiano (n. 1633)
- 1703 - Thomas Hyde, orientalista inglese (n. 1636)
- 1703 - Ilona Zrínyi, nobile ungherese (n. 1643)
- 1704 - Giovanni Filippo d'Arco, militare italiano (n. 1652)
- 1712 - Luigi di Borbone-Francia, nobile francese (n. 1682)
- 1717 - Giovanni Maria Morandi, pittore italiano (n. 1622)
- 1720 - Marino III Caracciolo, V principe di Avellino, principe, militare e diplomatico italiano (n. 1668)
- 1726 - Jacques Carrey, pittore francese (n. 1649)
- 1727 - Giuseppe Ignazio D'Arcour, nobile italiano (n. 1668)
- 1729 - Alexander Montgomerie, IX conte di Eglinton, nobile scozzese (n. 1660)
- 1739 - Augusto Antonio Zacco, arcivescovo cattolico italiano (n. 1662)
- 1743 - Anna Maria Luisa de' Medici, nobile italiana (n. 1667)
- 1743 - Guglielmo Giacinto di Nassau-Siegen, principe tedesco (n. 1667)
- 1745 - Nicola Fago, compositore italiano (n. 1677)
- 1748 - Otto Ferdinand von Traun, militare austriaco (n. 1677)
- 1749 - Francesco Ferrante Gonzaga, nobile italiano (n. 1697)
- 1751 - Giuseppe Matteo Alberti, compositore italiano (n. 1685)
- 1751 - Kilian Ignaz Dientzenhofer, architetto tedesco (n. 1689)
- 1758 - Isaac-Joseph Berruyer, gesuita, storico e scrittore francese (n. 1681)
- 1772 - Johann Hartwig Ernst von Bernstorff, politico tedesco (n. 1712)
- 1774 - Karl Michael von Attems, arcivescovo cattolico austriaco (n. 1711)
- 1778 - Joseph Marie Terray, abate e politico francese (n. 1715)
- 1779 - Adam Friedrich von Seinsheim, vescovo cattolico tedesco (n. 1708)
- 1780 - Kristijonas Donelaitis, scrittore lituano (n. 1714)
- 1780 - Catherine Manners, nobildonna inglese
- 1784 - Thomas Morell, librettista, letterato e tipografo inglese (n. 1703)
- 1785 - Agostino Ripa di Meana, nobile italiano (n. 1730)
- 1788 - John Whitehurst, orologiaio e scienziato britannico (n. 1713)
- 1790 - Elisabetta Guglielmina di Württemberg, nobile (n. 1767)
- 1791 - Honoré Guibert, ebanista e scultore francese (n. 1720)
- 1791 - Federica Carolina di Sassonia-Coburgo-Saalfeld, principessa (n. 1735)
- 1794 - Joseph Adam von Mölk, pittore austriaco (n. 1718)
- 1795 - Filippo Campanelli, cardinale italiano (n. 1739)
- 1799 - Johann Hedwig, botanico tedesco (n. 1730)
- 1800 - Louis de Frotté, militare francese (n. 1766)
- 1800 - Jean-Baptiste Perrée, ammiraglio francese (n. 1761)

## XIX secolo(70)
- 1801 - Giuseppe Maria Scarampi, vescovo cattolico italiano (n. 1720)
- 1803 - Johann Wilhelm Ludwig Gleim, poeta tedesco (n. 1719)
- 1806 - Brigida Banti, soprano italiano (n. 1757)
- 1807 - August Gottlieb Meißner, commediografo e scrittore tedesco (n. 1753)
- 1807 - Sophie von La Roche, letterata e romanziera tedesca (n. 1730)
- 1808 - Giuseppe Piermarini, architetto italiano (n. 1734)
- 1810 - Abraham-Louis-Rodolphe Ducros, pittore svizzero (n. 1748)
- 1814 - Paul Davidovich, generale austro-ungarico (n. 1737)
- 1818 - Thomas Telfair, politico statunitense (n. 1786)
- 1823 - Iosif Igelström, generale russo (n. 1737)
- 1823 - Chiara Spinelli di Belmonte, pittrice e nobile italiana (n. 1744)
- 1824 - Antoine Louis Popon de Maucune, militare francese (n. 1772)
- 1828 - Immanuel Gottlieb Huschke, filologo classico tedesco (n. 1761)
- 1829 - Giovanni Francesco Marazzani Visconti, cardinale italiano (n. 1755)
- 1831 - Charles Somerset, politico, militare e nobile britannico (n. 1767)
- 1831 - Ryōkan Taigu, monaco buddista e poeta giapponese (n. 1758)
- 1833 - Giuseppe Cominotti, architetto, pittore e funzionario italiano (n. 1792)
- 1834 - William Wirt, politico statunitense (n. 1772)
- 1836 - Piantatore di Mais, diplomatico nativo americano
- 1836 - Zaccaria Banti, ballerino e coreografo italiano
- 1836 - Carlo Rosini, vescovo cattolico e filologo italiano (n. 1748)
- 1840 - Elisabetta Cristina Ulrica di Brunswick-Wolfenbüttel, principessa tedesca (n. 1746)
- 1846 - Giovanni Liverati, tenore e direttore d'orchestra italiano (n. 1772)
- 1848 - Joseph Gerhard Zuccarini, botanico tedesco (n. 1797)
- 1849 - Thomas Walsh, vescovo cattolico britannico (n. 1777)
- 1850 - Antonio Rutili Gentili, ingegnere, politico e sismologo italiano (n. 1799)
- 1851 - Carl Jacobi, matematico e docente tedesco (n. 1804)
- 1856 - Wilhelm von Biela, ufficiale e astronomo austriaco (n. 1782)
- 1856 - Henry Howard, XIII duca di Norfolk, nobile e politico inglese (n. 1791)
- 1856 - Antonio Francesco Olivero, ingegnere italiano (n. 1794)
- 1857 - Francis Egerton, I conte di Ellesmere, politico e viaggiatore inglese (n. 1800)
- 1858 - Gherardo Stub, mercante e diplomatico italiano (n. 1785)
- 1862 - Pierre Bretonneau, medico francese (n. 1778)
- 1865 - Ivan Dmitrievič Čertkov, ufficiale russo (n. 1798)
- 1866 - Carlo Belgrado, patriarca cattolico e diplomatico italiano (n. 1809)
- 1866 - Thomas Hay-Drummond, XI conte di Kinnoull, nobile scozzese (n. 1785)
- 1869 - John L. Gardner, generale statunitense (n. 1793)
- 1870 - Sophie Allart, pittrice francese (n. 1804)
- 1872 - Josephine Sophia White Griffing, attivista statunitense (n. 1814)
- 1874 - Louis Wigfall, politico e generale statunitense (n. 1816)
- 1875 - Josef Neruda, musicista, organista e compositore ceco (n. 1807)
- 1875 - Fagundes Varela, poeta brasiliano (n. 1841)
- 1876 - Adolphe Théodore Brongniart, botanico francese (n. 1801)
- 1876 - Charlotte Cushman, attrice teatrale statunitense (n. 1816)
- 1876 - Agostino Zanelli, avvocato, letterato e filantropo italiano (n. 1788)
- 1878 - John Tunstall, allevatore britannico (n. 1853)
- 1879 - Priscilla Wellesley-Pole, nobildonna e artista inglese (n. 1793)
- 1879 - Fortunato Zeni, naturalista italiano (n. 1819)
- 1880 - Nikolaj Nikolaevič Zinin, chimico russo (n. 1812)
- 1881 - John Ogilvy-Grant, VII conte di Seafield, nobile scozzese (n. 1815)
- 1883 - Ernest Perrot De Thannberg, patriota e militare francese (n. 1812)
- 1883 - Angelo Vegni, scienziato, mecenate e filantropo italiano (n. 1811)
- 1884 - Nikolaus von Pottenburg, diplomatico e nobile austriaco (n. 1822)
- 1885 - Charlotte Sainton-Dolby, contralto, insegnante e compositrice inglese (n. 1821)
- 1886 - Dave Rudabaugh, pistolero statunitense (n. 1854)
- 1887 - Bartolomeo Galletti, patriota e militare italiano (n. 1812)
- 1887 - Giulio Lepidi Chioti, medico, scienziato e mecenate italiano
- 1888 - Elisabetta Benato Beltrami, pittrice e scultrice italiana (n. 1812)
- 1888 - Luigi Corti, politico e diplomatico italiano (n. 1823)
- 1889 - Vincenz von Abele, generale austriaco (n. 1813)
- 1890 - Gyula Andrássy il Vecchio, politico ungherese (n. 1823)
- 1891 - Ferdinando Acton, ammiraglio, nobile e politico italiano (n. 1832)
- 1891 - Charles François Xavier d'Autemarre d'Erville, militare francese (n. 1805)
- 1891 - Henry Hastings Sibley, politico statunitense (n. 1811)
- 1893 - George Tupou I, re tongano (n. 1797)
- 1895 - Alberto d'Asburgo-Teschen, generale austriaco (n. 1817)
- 1896 - Giuseppe Mischi, avvocato, docente e politico italiano (n. 1817)
- 1899 - Sophus Lie, matematico norvegese (n. 1842)
- 1899 - Maria Immacolata di Borbone-Due Sicilie, principessa italiana (n. 1844)
- 1900 - Eugenio Beltrami, matematico e fisico italiano (n. 1835)

## XX secolo(266)
- 1901 - Egide Walschaerts, ingegnere meccanico belga (n. 1820)
- 1902 - Elizaveta Aleksandrovna Barjatinskaja, nobildonna russa (n. 1826)
- 1902 - Albert Bierstadt, pittore statunitense (n. 1830)
- 1902 - Neville Bowles Chamberlain, militare britannico (n. 1820)
- 1902 - Marcellin Desboutin, pittore e scrittore francese (n. 1823)
- 1902 - Charles Lewis Tiffany, gioielliere statunitense (n. 1812)
- 1903 - Geltrude Comensoli, religiosa italiana (n. 1847)
- 1903 - Eugenio Piva, disegnatore, cartografo e architetto italiano (n. 1820)
- 1906 - Guglielmo Jervis, geologo e ingegnere inglese (n. 1832)
- 1908 - Emilio Mauri, pittore venezuelano (n. 1855)
- 1908 - Antonio Mendola, nobile e letterato italiano (n. 1828)
- 1909 - Céleste Mogador, ballerina e scrittrice francese (n. 1824)
- 1910 - Nicodemo I di Gerusalemme, arcivescovo ortodosso ottomano (n. 1828)
- 1913 - Tolbert Lanston, inventore statunitense (n. 1844)
- 1913 - Desiderio Reich, storico e storiografo italiano (n. 1849)
- 1914 - Jacques Huber, botanico svizzero (n. 1867)
- 1915 - Salvatore Frangiamore, pittore italiano (n. 1853)
- 1915 - Louis de Grandmaison, generale francese (n. 1861)
- 1915 - Frank James, pistolero e militare statunitense (n. 1843)
- 1915 - Stojan Novaković, politico e diplomatico serbo (n. 1842)
- 1916 - Luigi Bailo, militare e aviatore italiano (n. 1882)
- 1916 - Alfredo Barbieri, aviatore e militare italiano (n. 1869)
- 1916 - Bonaventura da Calangianus, religioso italiano (n. 1831)
- 1916 - Ernst Mohr, ginnasta e multiplista tedesco (n. 1877)
- 1916 - Enrico Rossi, pittore italiano (n. 1858)
- 1917 - Charles Edward Barber, medaglista statunitense (n. 1840)
- 1917 - Ezequiel Cabeza De Baca, politico statunitense (n. 1864)
- 1918 - Carlo Ridolfi, agronomo, politico e sociologo italiano (n. 1858)
- 1919 - Basilide Del Zio, scrittore italiano (n. 1839)
- 1920 - Carlo Francesco Gabba, giurista italiano (n. 1835)
- 1921 - Max von Boehn, generale tedesco (n. 1850)
- 1921 - Rafael Reyes, politico e generale colombiano (n. 1849)
- 1921 - Giuseppe Silvestri, mandolinista e compositore italiano (n. 1841)
- 1923 - Tito Buy, patriota e poeta italiano (n. 1846)
- 1923 - Giovanni Dattari, numismatico italiano (n. 1853)
- 1925 - Félix Alcan, editore francese (n. 1841)
- 1925 - James Lane Allen, scrittore statunitense (n. 1849)
- 1926 - Thérèse Peltier, scultrice e aviatrice francese (n. 1873)
- 1927 - Luigi Casale, chimico italiano (n. 1882)
- 1927 - Turhan Pasha Përmeti, politico ottomano (n. 1846)
- 1928 - Alf Malcolm Andersen, calciatore norvegese (n. 1891)
- 1928 - Karin Bergöö Larsson, artista e designer svedese (n. 1859)
- 1929 - Enrico Falaschi, politico italiano (n. 1863)
- 1929 - John Percy Farrar, alpinista e militare inglese (n. 1857)
- 1929 - Hardee Kirkland, regista, attore e sceneggiatore statunitense (n. 1868)
- 1929 - Enrico Morselli, psichiatra e antropologo italiano (n. 1852)
- 1929 - Camillo Rapetti, pittore e docente italiano (n. 1859)
- 1929 - William Russell, attore, regista e sceneggiatore statunitense (n. 1884)
- 1930 - Johannes Driesch, pittore, ceramista e grafico tedesco (n. 1901)
- 1930 - Gerardus Heymans, filosofo e psicologo olandese (n. 1857)
- 1931 - William Rush Merriam, politico statunitense (n. 1849)
- 1931 - Louis Wolheim, attore, sceneggiatore e regista statunitense (n. 1880)
- 1932 - Federico Augusto III di Sassonia, re (n. 1865)
- 1932 - Nurettin Pascià, militare ottomano (n. 1873)
- 1932 - Josef Rodenstock, imprenditore tedesco (n. 1846)
- 1933 - James J. Corbett, pugile e attore statunitense (n. 1866)
- 1933 - Arnold Mendelssohn, compositore tedesco (n. 1855)
- 1933 - Karl Praechter, filologo classico tedesco (n. 1858)
- 1933 - Simon Fraser, XIV Lord Lovat, generale scozzese (n. 1871)
- 1933 - William Withers, golfista statunitense (n. 1864)
- 1935 - Carlos Saco, compositore e chitarrista peruviano (n. 1894)
- 1936 - Attilio Muggia, ingegnere e architetto italiano (n. 1861)
- 1937 - Lamartine G. Hardman, politico statunitense (n. 1856)
- 1937 - Enrique Olaya Herrera, politico colombiano (n. 1880)
- 1937 - Grigorij Konstantinovič Ordžonikidze, politico e rivoluzionario sovietico (n. 1886)
- 1938 - Edward Anseele, politico e giornalista belga (n. 1856)
- 1938 - Matvej Petrovič Bronštejn, fisico, astrofisico e divulgatore scientifico russo (n. 1906)
- 1938 - Georgij Nikolaevič Frederiks, geologo russo (n. 1889)
- 1938 - Louis de La Vallée-Poussin, storico delle religioni e orientalista belga (n. 1869)
- 1938 - Leopoldo Lugones, poeta, giornalista e saggista argentino (n. 1874)
- 1939 - Kanoko Okamoto, scrittrice e poetessa giapponese (n. 1889)
- 1939 - Alice Simpson Pickering, tennista britannica (n. 1860)
- 1941 - Ferdinando Fiandaca, arcivescovo cattolico italiano (n. 1857)
- 1941 - George Minne, scultore, disegnatore e illustratore belga (n. 1866)
- 1943 - Louise Jacobson, francese (n. 1924)
- 1943 - Robert Ranulph Marett, antropologo inglese (n. 1866)
- 1944 - Charles Bedaux, imprenditore e avventuriero francese (n. 1886)
- 1944 - Charles Davenport, biologo statunitense (n. 1866)
- 1944 - John Arthur Ruskin Munro, storico e archeologo britannico (n. 1864)
- 1944 - Giacomo Parodo, militare e partigiano italiano (n. 1919)
- 1944 - Wilhelm Stemmermann, generale tedesco (n. 1888)
- 1945 - Brenno Bertoni, avvocato, giornalista e politico svizzero (n. 1860)
- 1945 - Mathilde Cohen Tervaert-Israëls, attivista olandese (n. 1864)
- 1945 - Friedrich Reck-Malleczewen, scrittore tedesco (n. 1884)
- 1945 - Guido Sagramoso, ingegnere, dirigente d'azienda e politico italiano (n. 1875)
- 1945 - Ivan Danilovič Černjachovskij, generale sovietico (n. 1906)
- 1946 - Rhoda Abbott, inglese (n. 1873)
- 1946 - Walther Köhler, storico tedesco (n. 1870)
- 1946 - Giovanni Marchini, pittore italiano (n. 1877)
- 1947 - Gioacchino Ernesto di Anhalt, duca (n. 1901)
- 1947 - Lucius Henderson, regista e attore statunitense (n. 1861)
- 1948 - Renato Balestrero, pilota automobilistico italiano (n. 1898)
- 1949 - Niceto Alcalá-Zamora y Torres, politico e giurista spagnolo (n. 1877)
- 1949 - Ernesto Maria Piovella, arcivescovo cattolico italiano (n. 1867)
- 1950 - Riccardo Nowak, schermidore italiano (n. 1879)
- 1952 - Antoine-Pierre-Jean Fourquet, missionario e arcivescovo cattolico francese (n. 1872)
- 1952 - Enrique Jardiel Poncela, drammaturgo spagnolo (n. 1901)
- 1952 - Hugo Sedláček, nuotatore e pallanuotista cecoslovacco (n. 1895)
- 1953 - Riccardo Calcagno, politico e generale italiano (n. 1872)
- 1953 - Pio Giardina, vescovo cattolico italiano (n. 1884)
- 1953 - Vladas Mironas, presbitero e politico lituano (n. 1880)
- 1953 - Alessandro Varaldo, giornalista, scrittore e drammaturgo italiano (n. 1873)
- 1954 - Marcel Barrière, romanziere e saggista francese (n. 1860)
- 1954 - Ruth Comfort Mitchell, scrittrice statunitense (n. 1882)
- 1954 - Joseph Segond, filosofo francese (n. 1872)
- 1954 - Manfred Stern, militare e agente segreto austro-ungarico (n. 1896)
- 1955 - Charles Crupelandt, ciclista su strada e pistard francese (n. 1886)
- 1955 - Kim Seong-soo, educatore, giornalista e politico sudcoreano (n. 1891)
- 1955 - Ludwika Wawrzyńska, insegnante polacca (n. 1908)
- 1956 - Paolo Buzzi, poeta e scrittore italiano (n. 1874)
- 1956 - Gustave Charpentier, compositore francese (n. 1860)
- 1956 - Joseph Hurard, pittore francese (n. 1887)
- 1956 - Giuseppe Siccardi, scultore italiano (n. 1883)
- 1957 - Mario Corti, violinista e compositore italiano (n. 1882)
- 1957 - Dedan Kimathi, rivoluzionario keniano (n. 1920)
- 1957 - Henry Norris Russell, astronomo statunitense (n. 1877)
- 1958 - Adrian Brunel, regista cinematografico e sceneggiatore inglese (n. 1892)
- 1958 - Eugène Nicolaï, calciatore francese (n. 1885)
- 1958 - Luigi Spazzapan, pittore italiano (n. 1889)
- 1959 - Alfred Alessandrescu, direttore d'orchestra, pianista e compositore romeno (n. 1893)
- 1959 - Gago Coutinho, geografo, aviatore e ufficiale portoghese (n. 1869)
- 1959 - Paul Zeiger, calciatore francese (n. 1881)
- 1960 - Enrico Boscardi, generale italiano (n. 1878)
- 1960 - Per Hallström, letterato svedese (n. 1866)
- 1960 - Camillo Martinoni, politico e pilota automobilistico italiano (n. 1878)
- 1960 - Lewis Sheldon, altista e triplista statunitense (n. 1874)
- 1961 - Johannes Birk, ginnasta danese (n. 1893)
- 1961 - Anil Kumar Das, astronomo indiano (n. 1902)
- 1962 - Erik Granfelt, ginnasta, tiratore di fune e calciatore svedese (n. 1883)
- 1962 - Amleto Sartori, scultore e poeta italiano (n. 1915)
- 1962 - Stefan Sudrich, calciatore austriaco (n. 1888)
- 1963 - Monte Blue, attore statunitense (n. 1887)
- 1963 - Beppe Fenoglio, partigiano, scrittore e traduttore italiano (n. 1922)
- 1963 - Caterina Picolato, sindacalista e politica italiana (n. 1900)
- 1963 - Cosimo Rizzotto, aviatore italiano (n. 1893)
- 1963 - Anunciado Serafini, vescovo cattolico argentino (n. 1898)
- 1963 - Fernando Tambroni, politico italiano (n. 1901)
- 1963 - Iemasa Tokugawa, politico giapponese (n. 1884)
- 1964 - Joseph-Armand Bombardier, inventore e imprenditore canadese (n. 1907)
- 1964 - Janko Borodáč, attore, regista teatrale e traduttore slovacco (n. 1892)
- 1964 - Roberto Cozzi, calciatore italiano (n. 1893)
- 1964 - Fredrik Ljungström, ingegnere e imprenditore svedese (n. 1875)
- 1965 - Pasquale Avallone, pittore e scultore italiano (n. 1884)
- 1965 - Armando Brasini, architetto e urbanista italiano (n. 1879)
- 1965 - Filiberto Farci, scrittore, saggista e politico italiano (n. 1882)
- 1965 - Giulio Pasquali, violista italiano (n. 1884)
- 1965 - Khalid al-Azm, politico siriano (n. 1903)
- 1966 - Rick Bockelie, velista norvegese (n. 1902)
- 1966 - Stanisław Mackiewicz, scrittore e politico polacco (n. 1896)
- 1966 - Grigorij Grigorjevič Neljubov, cosmonauta sovietico (n. 1934)
- 1966 - Robert Rossen, regista, sceneggiatore e produttore cinematografico statunitense (n. 1908)
- 1967 - Celestino Arena, economista italiano (n. 1890)
- 1967 - Robert Leiber, presbitero, gesuita e storico tedesco (n. 1887)
- 1967 - J. Robert Oppenheimer, fisico statunitense (n. 1904)
- 1968 - Gustavo Carrer, calciatore e allenatore di calcio italiano (n. 1885)
- 1968 - Juan de Landa, attore spagnolo (n. 1894)
- 1969 - Gisela Arendt, nuotatrice tedesca (n. 1918)
- 1969 - Dragiša Cvetković, politico jugoslavo (n. 1893)
- 1969 - Angelo de Fiore, poliziotto italiano (n. 1895)
- 1970 - Gabriel Le Bras, giurista, sociologo e storico delle religioni francese (n. 1891)
- 1970 - Rudolf von Roman, generale tedesco (n. 1893)
- 1971 - Jaime de Barros Câmara, cardinale e arcivescovo cattolico brasiliano (n. 1894)
- 1971 - David Morris Potter, storico statunitense (n. 1910)
- 1972 - Annibale Carletti, presbitero e militare italiano (n. 1888)
- 1973 - Aristide Cavallini, ciclista su strada italiano (n. 1899)
- 1973 - Frank Costello, mafioso italiano (n. 1891)
- 1973 - Max Mack, regista, sceneggiatore e attore tedesco (n. 1884)
- 1974 - Giuseppe Cattaneo della Volta, politico italiano (n. 1886)
- 1974 - Manuel A. Odría, generale e politico peruviano (n. 1897)
- 1974 - Angelo Tonini, lunghista, altista e calciatore italiano (n. 1889)
- 1974 - Jack Tornek, attore bielorusso (n. 1887)
- 1974 - Bernard Voorhoof, calciatore belga (n. 1910)
- 1975 - Raymond Cartier, giornalista, scrittore e storico francese (n. 1904)
- 1975 - Franz Hofer, funzionario austriaco (n. 1902)
- 1975 - Mario Sperone, dirigente sportivo, allenatore di calcio e calciatore italiano (n. 1905)
- 1976 - Claude E. Carpenter, scenografo statunitense (n. 1904)
- 1976 - Eddie Dowling, attore, produttore teatrale e scrittore statunitense (n. 1889)
- 1976 - Joseph Henabery, regista, attore e sceneggiatore statunitense (n. 1888)
- 1976 - Luigi Micheluzzi, alpinista italiano (n. 1900)
- 1977 - Andy Devine, attore statunitense (n. 1905)
- 1977 - Ralph Graves, attore, sceneggiatore e regista statunitense (n. 1900)
- 1977 - Blinky Palermo, pittore tedesco (n. 1943)
- 1977 - Aroldo Soffritti, militare e aviatore italiano (n. 1913)
- 1978 - Derrick De Marney, attore britannico (n. 1906)
- 1978 - Francisco Elías de Tejada, filosofo spagnolo (n. 1917)
- 1978 - Ermanno Lazzarino, politico, partigiano e medico italiano (n. 1900)
- 1978 - Kathleen Lockhart, attrice britannica (n. 1894)
- 1978 - Maggie McNamara, attrice e modella statunitense (n. 1928)
- 1978 - Giuseppe Santhià, ciclista su strada italiano (n. 1886)
- 1978 - Patrick Treanor, astronomo e gesuita britannico (n. 1920)
- 1979 - Herman von Artens, tennista austriaco (n. 1904)
- 1979 - Letterio Catapano, calciatore italiano (n. 1902)
- 1979 - Gottardo Freschetti, scultore italiano (n. 1906)
- 1979 - Giovanni Poli, regista teatrale italiano (n. 1917)
- 1980 - Paul Howard, sassofonista e clarinettista statunitense (n. 1895)
- 1980 - Frank R. McKelvy, scenografo statunitense (n. 1914)
- 1980 - Gale Robbins, attrice e cantante statunitense (n. 1921)
- 1981 - Jack Northrop, imprenditore statunitense (n. 1895)
- 1981 - Vincenzo Rabito, scrittore italiano (n. 1899)
- 1982 - Ngaio Marsh, scrittrice e regista teatrale neozelandese (n. 1895)
- 1982 - Nathaniel Shilkret, clarinettista, compositore e direttore d'orchestra statunitense (n. 1889)
- 1983 - Oreste Barale, allenatore di calcio e calciatore italiano (n. 1904)
- 1983 - Piet van der Horst, pistard olandese (n. 1903)
- 1983 - Maria Grazia Puglisi, conduttrice televisiva e autrice televisiva italiana (n. 1911)
- 1984 - Alessandro Bonsanti, scrittore e politico italiano (n. 1904)
- 1984 - Louis Darques, calciatore francese (n. 1896)
- 1984 - Labib Habachi, egittologo e archeologo egiziano (n. 1906)
- 1984 - Giovanni Manurita, tenore e attore italiano (n. 1895)
- 1984 - Jakob Miltz, calciatore tedesco (n. 1928)
- 1984 - Alejo Santos, generale e politico filippino (n. 1911)
- 1985 - Willy Alberti, cantante olandese (n. 1926)
- 1985 - Luigi Condorelli, cardiologo, patologo e biochimico italiano (n. 1899)
- 1985 - Nancy Hamilton, attrice teatrale e sceneggiatrice statunitense (n. 1908)
- 1986 - Nelson Cavaquinho, cantante e compositore brasiliano (n. 1911)
- 1986 - Vilmos Kohut, calciatore e allenatore di calcio ungherese (n. 1906)
- 1986 - Pietro Sforzin, calciatore italiano (n. 1919)
- 1986 - Václav Smetáček, oboista e direttore d'orchestra ceco (n. 1906)
- 1987 - Silvio Pietroboni, calciatore italiano (n. 1904)
- 1987 - Giovanni Savonuzzi, ingegnere e designer italiano (n. 1911)
- 1988 - Ambrogio Beretta, ciclista su strada italiano (n. 1905)
- 1988 - Luciano Gariboldi, calciatore e allenatore di calcio italiano (n. 1927)
- 1988 - Pietro Robotti, imprenditore e filantropo italiano (n. 1900)
- 1989 - Mildred Burke, wrestler statunitense (n. 1915)
- 1989 - Alfonso De Franciscis, archeologo italiano (n. 1915)
- 1989 - Arturo Prestipino, violinista e compositore italiano (n. 1911)
- 1990 - Günther Bornkamm, biblista e teologo tedesco (n. 1905)
- 1990 - Margaret Craske, ballerina, coreografa e insegnante britannica (n. 1892)
- 1990 - Fermín Estrella Gutiérrez, scrittore e poeta spagnolo (n. 1900)
- 1990 - Tor Isedal, attore svedese (n. 1924)
- 1991 - Adolfo Agosti, calciatore italiano (n. 1912)
- 1991 - Renate Kern, cantante tedesca (n. 1945)
- 1992 - Sylvain Julien Victor Arend, astronomo belga (n. 1902)
- 1993 - Renato Gaudioso, alpinista, giornalista e regista italiano (n. 1920)
- 1993 - Ted Haworth, scenografo statunitense (n. 1917)
- 1993 - Jacqueline Hill, attrice britannica (n. 1929)
- 1993 - Kerry Von Erich, wrestler statunitense (n. 1960)
- 1994 - Peter Caddy, militare, esoterista e attivista britannico (n. 1917)
- 1994 - Bob Crosbie, calciatore scozzese (n. 1925)
- 1994 - Robert H. Park, ingegnere e inventore statunitense (n. 1902)
- 1994 - Barbara Willard, scrittrice britannica (n. 1909)
- 1995 - Joan Ferrando, cestista spagnolo (n. 1923)
- 1995 - Eddie Gilbert, wrestler statunitense (n. 1961)
- 1995 - Cecil Louis Wilton, aracnologo neozelandese
- 1996 - Aírton Beleza, calciatore brasiliano (n. 1942)
- 1996 - Nikolaj Nikolaevič Berezov, ballerino e coreografo russo (n. 1906)
- 1996 - Janice Loeb, direttrice della fotografia, regista e sceneggiatrice statunitense (n. 1902)
- 1996 - Josef Meinrad, attore austriaco (n. 1913)
- 1997 - Emily Hahn, giornalista e scrittrice statunitense (n. 1905)
- 1997 - Bruno Menardi, bobbista e alpinista italiano (n. 1939)
- 1997 - Alfredo Enrique Peralta Azurdia, politico e militare guatemalteco (n. 1908)
- 1997 - Benedetto Richeldi, presbitero italiano (n. 1912)
- 1998 - Lidia Bongiovanni, velocista e altista italiana (n. 1914)
- 1998 - Antonio Escuriet, ciclista su strada spagnolo (n. 1909)
- 1998 - Gianna Giuffrè, attrice e cantante italiana (n. 1916)
- 1998 - Aleksandr Pavlovič Guljaev, ingegnere e compositore di scacchi russo (n. 1908)
- 1998 - Robbie James, calciatore gallese (n. 1957)
- 1998 - Vera Nandi, attrice e cantante italiana (n. 1924)
- 1998 - Scott O'Hara, attore pornografico, poeta e scrittore statunitense (n. 1961)
- 1999 - Vincenzo Falanga, attore italiano (n. 1927)
- 1999 - Andreas Feininger, fotografo e saggista statunitense (n. 1906)
- 1999 - Stefano Germanò, politico italiano (n. 1917)
- 1999 - Nikolaj Latyšev, arbitro di calcio e calciatore sovietico (n. 1913)
- 1999 - Amleto Monsellato, politico italiano (n. 1922)
- 1999 - Louis Toffoli, pittore francese (n. 1907)
- 2000 - Lamberto Coppini, anatomista italiano (n. 1923)
- 2000 - Nevol Querci, politico italiano (n. 1927)

## XXI secolo(149)
- 2001 - Balthus, pittore francese (n. 1908)
- 2001 - Zdeněk Borovec, scrittore ceco (n. 1932)
- 2001 - Alexander Colin Cole, genealogista inglese (n. 1922)
- 2001 - Dale Earnhardt, pilota automobilistico statunitense (n. 1951)
- 2001 - Arturo La Pegna, produttore cinematografico e produttore televisivo italiano (n. 1928)
- 2001 - Vinicio Marinucci, giornalista, sceneggiatore e regista italiano (n. 1916)
- 2001 - Eddie Mathews, giocatore di baseball e allenatore di baseball statunitense (n. 1931)
- 2001 - Panos Papadopulos, attore greco (n. 1920)
- 2002 - Marcello Craveri, storico delle religioni e biblista italiano (n. 1914)
- 2002 - Federico Del Prete, sindacalista italiano (n. 1957)
- 2002 - Jack Lambert, attore statunitense (n. 1920)
- 2003 - Enzo Aparo, matematico e informatico italiano (n. 1921)
- 2003 - Isser Harel, agente segreto israeliano (n. 1911)
- 2004 - Despo Diamantidou, attrice greca (n. 1916)
- 2004 - Tommy Eglington, calciatore irlandese (n. 1923)
- 2004 - Prosperino Gallipoli, religioso e missionario italiano (n. 1932)
- 2004 - Jean Rouch, etnologo, antropologo e regista francese (n. 1917)
- 2005 - Bonar Bain, attore canadese (n. 1923)
- 2005 - Attilio Giovannini, calciatore italiano (n. 1924)
- 2005 - Gianfranco Moneta, architetto e urbanista italiano (n. 1935)
- 2005 - Isabella Quarantotti, scrittrice, drammaturga e traduttrice italiana (n. 1921)
- 2005 - Mario Rendo, imprenditore italiano (n. 1922)
- 2005 - Harald Szeemann, storico dell'arte svizzero (n. 1933)
- 2005 - Sebastiano Vaschetto, calciatore italiano (n. 1918)
- 2005 - Fulvio Vernizzi, direttore d'orchestra italiano (n. 1914)
- 2006 - Richard Bright, attore statunitense (n. 1937)
- 2006 - Ratmir Cholmov, scacchista russo (n. 1925)
- 2006 - Sabri Ergun, ingegnere chimico turco (n. 1918)
- 2006 - Giovanni Gandini, editore, scrittore e disegnatore italiano (n. 1929)
- 2006 - Romano Gandolfi, direttore di coro e direttore d'orchestra italiano (n. 1934)
- 2006 - Charles Leonard, pentatleta statunitense (n. 1913)
- 2006 - Alexander Ramati, scrittore, sceneggiatore e regista polacco (n. 1921)
- 2007 - Danny Finn, cestista statunitense (n. 1928)
- 2007 - Félix Lévitan, giornalista francese (n. 1911)
- 2007 - Rino Mordacci, scultore e pittore italiano (n. 1912)
- 2007 - Galina Pugachenkova, archeologa e storica dell'arte sovietica (n. 1915)
- 2007 - Frank M. Snowden Jr., storico, latinista e grecista statunitense (n. 1911)
- 2007 - Juan Vicéns, cestista portoricano (n. 1934)
- 2008 - Giuseppe Bicocchi, politico italiano (n. 1943)
- 2008 - Vasilij Buzunov, calciatore e hockeista su ghiaccio sovietico (n. 1928)
- 2008 - Alain Robbe-Grillet, scrittore, saggista e regista francese (n. 1922)
- 2009 - John Kanzius, ingegnere statunitense (n. 1944)
- 2009 - Luigi Nobile, calciatore italiano (n. 1921)
- 2009 - Tayeb Salih, scrittore sudanese (n. 1928)
- 2009 - Kamila Skolimowska, martellista polacca (n. 1982)
- 2009 - Miika Tenkula, chitarrista e cantante finlandese (n. 1974)
- 2010 - John Babcock, militare canadese (n. 1900)
- 2010 - Ariel Ramírez, compositore argentino (n. 1921)
- 2011 - Catherine Jourdan, attrice francese (n. 1948)
- 2011 - Victor Martinez, scrittore statunitense (n. 1954)
- 2011 - Angelo Satanassi, politico e partigiano italiano (n. 1925)
- 2012 - Roald Aas, pattinatore di velocità su ghiaccio norvegese (n. 1928)
- 2012 - József Breznay, pittore ungherese (n. 1916)
- 2012 - Zvezdan Čebinac, allenatore di calcio e calciatore jugoslavo (n. 1939)
- 2012 - Elizabeth Connell, soprano e mezzosoprano sudafricano (n. 1946)
- 2012 - Peter Halliday, attore gallese (n. 1924)
- 2012 - Gabriella Mercadini, fotografa italiana
- 2013 - Kevin Ayers, cantautore, chitarrista e bassista inglese (n. 1944)
- 2013 - Jerry Buss, imprenditore e giocatore di poker statunitense (n. 1933)
- 2013 - Sandra Fiete, cestista statunitense (n. 1938)
- 2013 - Enrico Fogliazza, partigiano e politico italiano (n. 1920)
- 2013 - Chieko Honda, attrice e doppiatrice giapponese (n. 1963)
- 2013 - James Irvine, designer e docente inglese (n. 1958)
- 2013 - Okey Isima, calciatore nigeriano (n. 1958)
- 2013 - Matt Mattox, ballerino e coreografo statunitense (n. 1921)
- 2013 - Otfried Preussler, scrittore tedesco (n. 1923)
- 2013 - Ermenegildo Soncini, architetto italiano (n. 1918)
- 2014 - Francesco Casisa, calciatore e allenatore di calcio italiano (n. 1943)
- 2014 - Mavis Gallant, scrittrice canadese (n. 1922)
- 2014 - Kristof Goddaert, ciclista su strada belga (n. 1986)
- 2014 - Arthur Rowley, calciatore inglese (n. 1933)
- 2014 - Maria Franziska von Trapp, cantante e missionaria austriaca (n. 1914)
- 2014 - Viscera, wrestler statunitense (n. 1971)
- 2015 - Cass Ballenger, politico statunitense (n. 1926)
- 2015 - Claude Criquielion, ciclista su strada belga (n. 1957)
- 2015 - Jerome Kersey, cestista e allenatore di pallacanestro statunitense (n. 1962)
- 2015 - Liu Jianli, cestista cinese (n. 1957)
- 2015 - Franco Montagna, matematico e logico italiano (n. 1948)
- 2015 - Dante Notaristefano, avvocato, politico e funzionario italiano (n. 1928)
- 2015 - Al'bert Val'tin, cestista sovietico (n. 1937)
- 2016 - Gherardo Amadei, psichiatra e psicoanalista italiano (n. 1951)
- 2016 - Gianpaolo Mora, avvocato e politico italiano (n. 1928)
- 2016 - Giorgio Tinazzi, calciatore italiano (n. 1934)
- 2016 - Yūko Tsushima, scrittrice, saggista e critica letteraria giapponese (n. 1947)
- 2017 - Omar Abd al-Rahman, religioso egiziano (n. 1938)
- 2017 - Giorgio Bernardi Perini, latinista, filologo classico e traduttore italiano (n. 1929)
- 2017 - Roger Hynd, allenatore di calcio e calciatore scozzese (n. 1942)
- 2017 - Ivan Koloff, wrestler canadese (n. 1942)
- 2017 - Norma McCorvey, attivista statunitense (n. 1947)
- 2017 - Nadežda Olizarenko, mezzofondista sovietica (n. 1953)
- 2017 - Giacomo Pueroni, fumettista italiano (n. 1964)
- 2017 - Richard Schickel, critico cinematografico, saggista e giornalista statunitense (n. 1933)
- 2017 - Pasquale Squitieri, regista, sceneggiatore e politico italiano (n. 1938)
- 2017 - Daniel Vickerman, rugbista a 15 australiano (n. 1979)
- 2018 - Günter Blobel, biologo tedesco (n. 1936)
- 2018 - Piero Antonio Bonnet, giurista italiano (n. 1940)
- 2018 - Giacoma Limentani, traduttrice, scrittrice e saggista italiana (n. 1927)
- 2018 - Didier Lockwood, violinista francese (n. 1956)
- 2018 - Roberto Mauri, regista, sceneggiatore e attore italiano (n. 1924)
- 2018 - Idrissa Ouédraogo, regista burkinabé (n. 1954)
- 2018 - Pavel Panov, allenatore di calcio e calciatore bulgaro (n. 1950)
- 2018 - Udo Vioff, attore tedesco (n. 1932)
- 2019 - Wallace Broecker, climatologo e geologo statunitense (n. 1931)
- 2019 - George Cawkwell, storico neozelandese (n. 1919)
- 2019 - T.J. Cunningham, giocatore di football americano statunitense (n. 1972)
- 2019 - Brian Edgley, allenatore di calcio e calciatore inglese (n. 1937)
- 2019 - Boris Vladimirovič Jašin, regista sovietico (n. 1932)
- 2019 - Alessandro Mendini, architetto, designer e artista italiano (n. 1931)
- 2019 - Roberto Sardelli, presbitero e scrittore italiano (n. 1935)
- 2020 - José Bonaparte, paleontologo argentino (n. 1928)
- 2020 - Flavio Bucci, attore e doppiatore italiano (n. 1947)
- 2020 - Wanda Canna, partigiana e antifascista italiana (n. 1921)
- 2020 - Jon Christensen, percussionista e batterista norvegese (n. 1943)
- 2020 - Philippe Forquet, attore francese (n. 1940)
- 2021 - Vittore Bocchetta, scultore, pittore e saggista italiano (n. 1918)
- 2021 - Gianni Corsolini, allenatore di pallacanestro e dirigente sportivo italiano (n. 1933)
- 2021 - Ketty Fusco, attrice, regista e scrittrice svizzera (n. 1926)
- 2021 - Leonid Jačmenëv, allenatore di pallacanestro sovietico (n. 1938)
- 2021 - Frank Lupo, sceneggiatore e produttore televisivo statunitense (n. 1955)
- 2021 - Andrej Vasil'evič Mjagkov, attore sovietico (n. 1938)
- 2021 - John Roach, giocatore di football americano statunitense (n. 1933)
- 2021 - Guido Stagnaro, autore televisivo, sceneggiatore e scrittore italiano (n. 1925)
- 2021 - U-Roy, disc jockey giamaicano (n. 1942)
- 2022 - Luigi Di Bartolomeo, politico italiano (n. 1943)
- 2022 - Leo Fong, attore cinese (n. 1928)
- 2022 - Brad Johnson, attore statunitense (n. 1959)
- 2022 - Lindsey Pearlman, attrice statunitense (n. 1978)
- 2022 - Héctor Pulido, calciatore messicano (n. 1942)
- 2022 - Raoul Schollhammer, allenatore di calcio e calciatore francese (n. 1932)
- 2022 - Mauricio Ugartemendia, calciatore spagnolo (n. 1934)
- 2022 - Tom Veitch, fumettista statunitense (n. 1941)
- 2023 - Barbara Bosson, attrice statunitense (n. 1939)
- 2023 - Ilario Castagner, dirigente sportivo, allenatore di calcio e calciatore italiano (n. 1940)
- 2023 - Adelchi-Riccardo Mantovani, pittore italiano (n. 1942)
- 2023 - George Trumbull Miller, regista britannico (n. 1943)
- 2023 - David Gerard O'Connell, vescovo cattolico irlandese (n. 1953)
- 2023 - Ahmet Suat Özyazıcı, allenatore di calcio e calciatore turco (n. 1936)
- 2023 - Petăr Žekov, calciatore bulgaro (n. 1944)
- 2024 - Abílio Diniz, imprenditore e pilota automobilistico brasiliano (n. 1936)
- 2024 - Tony Ganios, attore statunitense (n. 1959)
- 2024 - Emile Shoufani, presbitero palestinese (n. 1947)
- 2024 - Cornelio Sommaruga, diplomatico e funzionario svizzero (n. 1932)
- 2025 - Salvatore Aquino, mafioso italiano (n. 1944)
- 2025 - Marie-Chantal Demaille, schermitrice francese (n. 1941)
- 2025 - Gianni Flamini, giornalista, scrittore e storico italiano (n. 1934)
- 2025 - Gene Hackman, attore statunitense (n. 1930)
- 2025 - Christian Holder, ballerino, coreografo e costumista trinidadiano (n. 1949)
- 2025 - Vito Molinari, regista italiano (n. 1929)
- 2025 - Claus Roxin, giurista tedesco (n. 1931)